# Condado de Schuyler (Missouri)
O Condado de Schuyler é um dos 114 condados do estado americano de Missouri. A sede do condado é Lancaster, e sua maior cidade é Lancaster. O condado possui uma área de 798 km² (dos quais 1 km² estão cobertos por água), uma população de 4 170 habitantes, e uma densidade populacional de 5 hab/km² (segundo o censo nacional de 2000). O condado foi fundado em 1843.